# زیست تعویقی

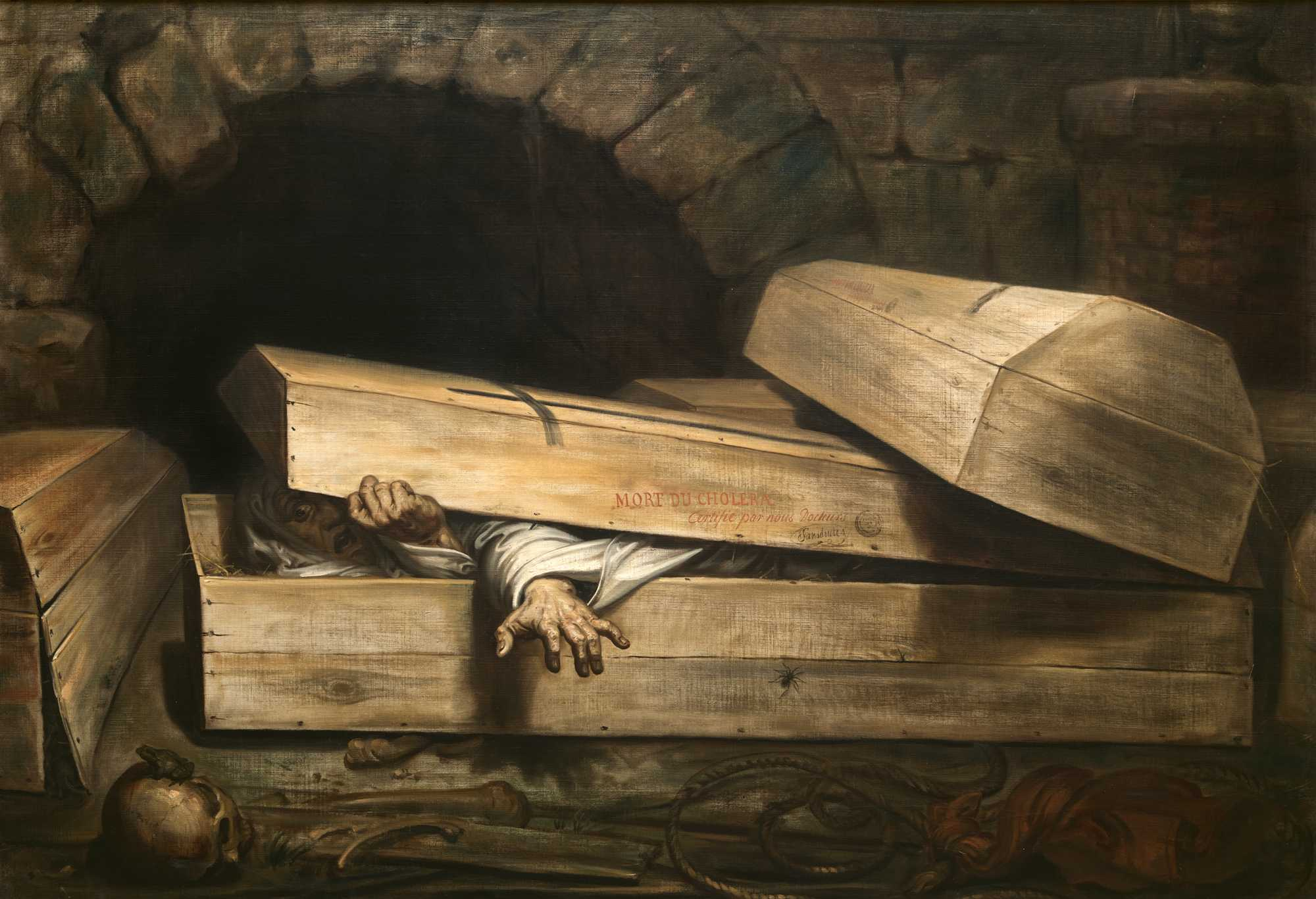
زیست تَعویقی

زمانی که فرآیندهای زیستی در بدن یک جاندار با وسایل گوناگون کندتر شوند بدون این‌که به زندگی آن جاندار پایان داده شود حالت زیست تَعویقی روی می‌دهد. به عمل ایجاد زیست تعویقی، زنده‌داری تعویقی (به انگلیسی: Suspended animation) گفته می‌شود.
در زیست تعویقی تنفس، ضربان قلب، و دیگر کارکردهای غیرارادی همچنان ادامه خواهند داشت، اما تنها با وسایل مصنوعی قابل شناسایی هستند. سرمای مفرط می‌تواند به سرعت کندسازی عملکردهای فرد را فراهم آورد؛ استفاده از این فرآیند منتج به توسعهٔ علم سرمازیستی شده‌است. سرمازیستی یکی از روش‌های حفظ حیات است اما در آن اندام‌ها با استفاده از نیتروژن مایع برای حفظ، سرماداری می‌شوند تا آنکه دوباره حیات یابند.
لاینا بیزلی کسی بود که در قالب رویان دوسلولی برای ۱۳ سال در حالت زیست تعویقی نگهداری شد. قراردهی فضانوردان در وضعیت زیست تعویقی به‌عنوان راهی برای رسیدن فرد به انتهای سفر میان‌ستاره‌ای یا میان‌کهکشانی پیشنهاد شده‌است، که نیاز به استفاده از فضاپیماهای چندنسله را رفع می‌کند.
از دههٔ ۱۹۷۰، سرمازدگی القایی برای برخی از عمل‌های باز قلب به‌عنوان جایگزینی برای دستگاه‌های قلب-ریه مورد استفاده قرار گرفت. با این حال، سرمازدگی تنها زمان محدودی را ارائه می‌کند تا عمل انجام شود و خطر آسیب بافت‌ها و مغز برای دوره‌های طولانی‌مدت وجود دارد.